# Club Sport Herediano
L'Asociación Deportiva Club Sport Herediano, nota come Club Sport Herediano o semplicemente Herediano, è una società calcistica costaricana con sede nella città di Heredia. Milita nella Primera División de Costa Rica, la massima divisione del campionato costaricano di calcio.
Fondata nel 1918, disputa le partite casalinghe allo Stadio Eladio Rosabal Cordero di Heredia. Negli anni '20 del XX secolo squadra riuscì ad aggiudicarsi il primo campionato costaricano di calcio e a difendere il titolo l'anno dopo, diventando il primo bicampeón della Costa Rica. Negli anni '30 il club vinse quattro titoli consecutivi tra il 1930 e il 1933, riuscendo nell'impresa di diventare il primo club tetracampéon (quattro volte campione). Con 30 titoli di massima divisione, è la terza squadra più decorata della Costa Rica.

## Storia

### Fondazione e primo decennio
Nella città di Heredia, alle ore 12 del 12 giugno 1921, si decise di costituire un'associazione che si denominò Club Sport Herediano, dalla fusione di Club Sport Renacimiento, Club Sport Juan J. Flores e Club Sport Cristóbal Colón.
Il primo campionato di calcio in Costa Rica si costituì con la partecipazione di sette squadre: Liga Deportiva Alajuelense, Club Sport Cartaginés, Sociedad Gimnástica Española, Sociedad Gimnástica Limonense, Club Sport Herediano, La Libertad e La Unión de Tres Ríos. La vittoria finale andò all'Herediano, che in quel primo torneo sconfisse la Liga Deportiva Alajuelense per 8-0, la Sociedad Gimnástica Española per 6-3 e l'Unión de tres Ríos per 5-1. Tra i giocatori dell'Herediano figuravano Manuel Gutiérrez, Guillermo Cerdas, Beto Arguedas, Otoniel Martínez, Rafael Campos, Marco Tulio García, Eladio Rosabal Cordero, Fabio Pacheco, Angelín Bernini, Braulio Morales, Víctor Manuel Ruiz, Guillermo Pérez, Luis Valerio, Claudio Arguedas.
L'Herediano si aggiudicò il titolo nuovamente nella stagione 1922, dopo sette vittorie, due pareggi ed una sconfitta, diventando così bicampéon.
La squadra che ottenne il bicampeonato fu integrata da Manuel Cordero, Otoniel Martínez, Manuel Arce, Gilberto Arguedas, Juan Bonilla, Rafael Campos, Eladio Rosabal Cordero, Alberto Hutt, Braulio Morales, Luis Valerio, Joaquín Gutiérrez, Claudio Arguedas, Angelín Bernini.
Con un vantaggio di tre punti in classifica sulla seconda, il Club Sport Herediano raggiunse il terzo titolo nel 1924. Attese poi fino al 1927 per tornare ad incoronarsi campione nazionale. La squadra del titolo del 1927 è la seguente: Beto Arguedas, Gastón Michaud, Miguel A. Mejía, Eladio Rosabal, Lencho Arias, Víctor Víquez, Claudio Cayito Arguedas, Fabio Pacheco, Toquita Gutiérrez, Braulio Morales, Gerardo Gamboa, Francisco Fuentes, Guillermo Pérez, Francisco Gutiérrez e Arnulfo Moya.

### Anni '30
Dopo quattro titoli negli anni '20, il club riuscì a mietere maggiori successi nel decennio successivo, nel quale risalta il conseguimento del titolo di tetracampéon (quattro volte campione).
Nel 1930 l'Herediano si aggiudicò il campionato ottenendo un totale di 18 punti grazie a 8 vittorie, 2 pareggi e sole 2 sconfitte. Il secondo titolo del decennio arrivò nel 1931, quando, con un totale di 11 punti, la squadra di Heredia superò l'Orión, che accumulò 9 punti.
L'anno seguente i florenses conquistarono il terzo alloro consecutivo. In 12 partite l'Herediano conseguì un totale di 17 punti, con 8 vittorie, tra cui la goleada alla Liga Deportiva Alajuelense (7-0) e quella al Club México (9-0).
Nel 1933 la squadra rojiamarilla (rosso-gialla) vinse il tetracampeonato: nel torneo tra 8 squadre, vinse 7 partite, ne pareggiò una e perse un solo incontro.
Il club chiuse il decennio con due importanti titoli, vinti nel 1935 e 1937.

### Anni '40
Dopo aver ottenuto lo storico tetracampeonato tra il 1930 e il 1933, trascorsero 9 anni prima che la squadra si laureasse nuovamente campione nazionale. Il torneo del 1947 fu molto combattuto e vide in lotta Herediano e Club Sport La Libertad.
Dopo il completamento dei due gironi del torneo, entrambe le squadre avevano 16 punti, tuttavia l'Herediano si proclamò campione per la miglior differenza reti.
Nel 1948 la squadra vinse per la terza volta due titoli di fila, dopo 6 vittorie, un pareggio ed una sconfitta, contro l'Orión per 4-3. La squadra del 1948 comprendeva nuovi innesti, tra cui Fulton Vargas, Rodrigo Carmona, Mario Murillo ed Edgar Quesada.

### Anni '50
Il 22 giugno 1951 la squadra si incoronò campione vincendo nello Stadio Nazionale contro l'Uruguay de Coronado per 5-0.
Il Deportivo Saprissa, che aveva conquistato i titoli nel 1952 e nel 1953, si dimostrò un'agguerrita rivale per il Club Sport Herediano, che aveva un punto di vantaggio sugli avversari prima dell'ultima giornata. L'ultima partita tra le due squadre, che si disputò nello Stadio Nazionale, si chiuse con il punteggio finale di 0-0. Grazie a quel pareggio i florenses si aggiudicarono il titolo del 1955.

### Anni '60 e '70: l'Asofutbol, il digiuno e il ritorno
Nel 1961 fu costituita l'Asofutbol, un'associazione che comprendeva quattro club (Alajuelense, Saprissa, Herediano, Cartago ed Orión) e che era presieduta da Don Ricardo Saprissa.
Alla fine di questa stagione il titolo dell'Asofutbol si vestì di rosso e giallo. Eduardo Toba Muiño fu l'allenatore dell'Herediano laureatosi campione.
Molti anni trascorsero prima che l'Herediano fosse in grado di vincere nuovamente il campionato. I tifosi dovettero, infatti, aspettare fino alla stagione 1978. Passato nel 1977 al presidente Isaac David Sasso, nel 1978, sotto la guida dell'allenatore Odir Jaques, l'Herediano si laureò, infatti, campione con 18 vittorie, 9 pareggi, 5 sconfitte, 58 gol segnati e 35 subiti.
Sotto la guida del tecnico Marvin Rodríguez, l'Herediano arrivò in finale contro il Cartaginés nel 1979. La prima partita tra le due squadre terminò con un pareggio per 2-2. Il 20 febbraio si giocò allo Stadio Nazionale la finalissima davanti a 24 410 spettatori. Grazie alla vittoria per 3-0, i florenses celebrarono la vittoria di un altro campionato.

### Anni '80
Il Club Sport Herediano giocò la finale del campionato 1981 contro l'Asociación Deportiva Limonense. La prima partita della serie favorì i florenses, vincitori per 4-1. Il secondo e ultimo incontro si giocò nello Stadio Ricardo Saprissa: alla fine i limonenses si imposero per 2-1, ma quella vittoria non fu sufficiente per strappare il trofeo di campione ai florenses, guidati da Odir Jaques.
La Liga Deportiva Alajuelense pareva destinata a dominare gli anni '80 del calcio costaricano, situazione che si riaffermava dopo la vittoria dei campionati 1983 e 1984. Nel 1985, però, il Club Sport Herediano spense l'entusiasmo dei rojinegros, rubando loro il titolo nella finale del campionato. Il 13 marzo la squadra rojiamarilla giocò allo Stadio Nazionale e si impose per 1-0 con gol di Jorge Rivaga al minuto 50. Mercoledì 26 marzo lo scenario del secondo incontro fu lo Stadio Alejandro Morera Soto e l'unica marcatura fu del florense Miguel Lacey, grazie alla quale l'Herediano ottenne il diciannovesimo titolo.
Nel 1987 la squadra, guidata dallo spagnolo Antonio Moyano Meléndez, vinse la stagione regolare con 48 punti in 36 partite. La successiva pentagonal, il torneo cui accedevano le prime cinque classificate, fu vinta dal Club Sport Cartaginés, che acquisì così il diritto di giocare la finale con l'Herediano, che aveva trionfato nella prima fase del campionato. La finale di andata si giocò allo Stadio Nazionale e l'Herediano trionfò per 2-1 con gol di Carlos Camacho e Luis "Neco" Fernández; per i blanquiazules segnò, invece, Erick Marín. Nella partita di ritorno il Cartaginés si portò in vantaggio con il gol di Macoy Quirós. Al minuto 61 l'uruguaiano Mario Orta firmò l'1-1, risultato che alla fine diede il titolo al club florense.

### Anni '90
Nel 1992 la squadra non riuscì ad entrare nel gruppo delle qualificate, così i dirigenti si impegnarono ad allestire una rosa competitiva per la stagione 1992-1993, sotto la guida dello spagnolo Juan Luis Hernández Fuertes.
L'Herediano segnò 48 gol e fu leader del torneo con 45 punti, 5 in più della sua immediata inseguitrice, la Liga Deportiva Alajuelense. Il Club Sport Cartaginés si aggiudicò la pentagonal e quindi il diritto di giocare la finale contro l'Herediano. La prima partita si giocò al Rosabal Cordero e si chiuse sul 2-0 per i florenses con gol di Marvin Obando e Rolando Corella. La seconda partita, allo Stadio José Rafael Fello Meza, fu sospesa per invasione di campo. Il comitato della competizione decise di riprogrammare l'incontro a porte chiuse allo Stadio Nazionale per il 29 luglio 1993. Florenses e brumosos impattarono per 0-0, risultato che favorì l'Herediano, vincitore così il campionato nazionale per la ventunesima volta, primato nazionale. L'attaccante florense Nildeson da Silva Melo fu capocannoniere del torneo con 21 reti.
Gli anni a venire furono avari di soddisfazioni. Le uniche gratificazioni vennero da riconoscimenti individuali: Allan Oviedo fu capocannoniere del campionato 1996-1997 con 26 gol, Juan Carlos Arguedas del campionato 1999-2000. Con l'avvento del nuovo millennio l'Herediano, che fu la squadra più titolata della Costa Rica dal 1921 a 1999, perse anche questo motivo di vanto.

### Anni 2000
Nel 2000-2001, tuttavia, la squadra riuscì a ottenere il secondo posto in campionato, a 9 punti dalla capolista Alajuelense, piazzando Minor Díaz in testa alla classifica dei cannonieri con 21 gol. Nel 2003-2004, con la riforma del campionato e l'istituzione dei tornei di Apertura e Clausura, l'Herediano si piazzò secondo nell'Apertura e vinse il Clausura, acquisendo il diritto di affrontare in finale con il Deportivo Saprissa, vincitore dell'Apertura. Dopo l'1-1 casalingo, allo Stadio Ricardo Saprissa Aymá l'Herediano perse per 2-1. Divenne comunque per l'undicesima volta vice-campione del paese.
Le due squadre tornarono ad affrontarsi in finale di campionato per il torneo di Invierno 2007, annata a partire dalla quale la squadra vincitrice del "torneo corto" era proclamata campione. L'Herediano non riuscì a vincere neanche questa volta e si dovette accontentare del secondo posto. Un'altra finale persa risale al torneo di Verano 2009, contro il Liberia Mía, dopo lo 0-0 esterno e la sconfitta per 3-0 in casa. Il florense Andy Herron fu capocannoniere del torneo con 10 gol.

### Anni 2010
Nel 2012 la squadra di Heredia tornò a vincere il campionato a distanza di 20 anni, aggiudicandosi il Verano, ovvero il campionato di apertura.

### Anni 2020
Nel 2023 il club raggiunge la semifinale nella prima edizione della CONCACAF Central American Cup.

## Stadio
Nel 1946 per decreto municipale fu concesso all'Asociación Deportiva Club Sport Herediano di costruire lo stadio, opera che fu conclusa nel 1951 con la costruzione delle gradinate dei settori nord, ovest ed est.
Nel 1964 l'ex dirigente Vicente Montero presentò una mozione affinché lo stadio portasse il nome di Eladio Rosabal Cordero che fu dirigente e giocatore nell'epoca della nascita del club nel 1921.
Fu così che alla fine della decennio degli anni sessanta, lo stadio fu battezzato ufficialmente con il nome di Eladio Rosabal Cordero.
Alla fine della decennio degli anni settanta si costruì la gradinata del settore meridionale.

## Mascotte
Col design dell'impresa Quimena, il 21 novembre 2008 si lanciò la nuova mascotte, una tigre il cui nome ufficiale è "Tigre Team".

## Palmarès

### Competizioni nazionali
- Campionato costaricano: 30

1921, 1922, 1924, 1927, 1930, 1931, 1932, 1933, 1935, 1937, 1947, 1948, 1951, 1955, ASOFUTBOL 1961, 1978, 1979, 1981, 1985, 1987, 1992-1993, Verano 2012, Verano ProGol 2013, Verano JPS 2015, Verano 2016, Verano 2017, Apertura 2018, Apertura 2019, Apertura 2021, Apertura 2024
- Coppa della Costa Rica: 11

1924, 1935, 1939, 1945, 1945*, 1947, 1954, 1955, 1956, 1959, 1961
- Supercoppa della Costa Rica: 2

2020, 2022
- Segunda División: 1

1936

### Competizioni internazionali
- CONCACAF League: 1

2018

### Altri piazzamenti
- Campionato costaricano:

Secondo posto: 1925
Terzo posto: 1928
- Supercoppa della Costa Rica:

Finalista: 2025
- Supercopa Interamericana:

Finalista: 1988
- CONCACAF Champions League:

Semifinalista: 2014-2015
- CONCACAF Central American Cup:

Semifinalista: 2023, 2024

## Rosa

### Organico
Aggiornato al 2019.
| N. |                       | Ruolo | Calciatore                  |
| -- | --------------------- | ----- | --------------------------- |
| 1  | Costa Rica (bandiera) | P     | Esteban Alvarado            |
| 20 | Costa Rica (bandiera) | P     | Luis Torres                 |
| 31 | Costa Rica (bandiera) | P     | Carlos Umaña                |
| 2  | Costa Rica (bandiera) | D     | Aarón Salazar               |
| 4  | Costa Rica (bandiera) | D     | Orlando Galo                |
| 11 | Messico (bandiera)    | D     | Diego González              |
| 18 | Costa Rica (bandiera) | D     | Esteban Espinoza            |
| 34 | Costa Rica (bandiera) | D     | Ariel Soto                  |
| 37 | Costa Rica (bandiera) | D     | Keysher Fuller              |
| 53 | Costa Rica (bandiera) | D     | Christian Reyes             |
| 99 | Costa Rica (bandiera) | D     | Keyner Brown                |
| 5  | Costa Rica (bandiera) | C     | Óscar Esteban Granados      |
| 8  | Costa Rica (bandiera) | C     | Juan Bustos Golobio         |
| 10 | Costa Rica (bandiera) | C     | Yeltsin Tejeda              |
| 12 | Costa Rica (bandiera) | C     | Rándall Azofeifa (capitano) |

| N. |                       | Ruolo | Calciatore          |
| -- | --------------------- | ----- | ------------------- |
| 14 | Costa Rica (bandiera) | C     | Berny Burke         |
| 17 | Messico (bandiera)    | C     | Moisés Arce         |
| 22 | Costa Rica (bandiera) | C     | José Mora           |
| 25 | Costa Rica (bandiera) | C     | Jordy Hernández     |
| 26 | Costa Rica (bandiera) | C     | Freddy Álvarez      |
| 28 | Costa Rica (bandiera) | C     | Gerson Torres       |
| 29 | Costa Rica (bandiera) | C     | Nextali Rodríguez   |
| 70 | Costa Rica (bandiera) | C     | José Leitón         |
| 7  | Costa Rica (bandiera) | A     | Yendrick Ruiz       |
| 9  | Costa Rica (bandiera) | A     | Francisco Rodríguez |
|    | Messico (bandiera)    | A     | Aldo Magaña         |
|    | Messico (bandiera)    | A     | Brian Rubio         |
| 27 | Costa Rica (bandiera) | A     | Alberth Villalobos  |
| 21 | Costa Rica (bandiera) | C     | Allan Cruz          |

## Inno
L'inno ufficiale del club è  Ninguno pudo con él